# Рашид ас-Сольх
Рашид ас-Сольх (араб. رشيد الصلح; 22 червня 1926 — 27 червня 2014) — ліванський політик, двічі обіймав посаду прем'єр-міністра Лівану.

## Біографія
Походив з однієї з найвпливовіших сунітських родин країни. Виховувався в родині колишнього прем'єр-міністра Самі ас-Сольха. Здобув юридичну освіту, закінчивши Університет Святого Йосипа в Бейруті. Після того працював адвокатом і суддею.
1960 року його вперше обрали до лав Національних зборів від Бейрута. Вважався поміркованим політиком, який захищав інтереси робочого класу й тісно співпрацював із Камалем Джумблатом.
У 1974—1975 роках очолював уряд Лівану. Вийшов у відставку після початку громадянської війни. Перед тим виступив із засудженням характерної для Лівану того часу адміністративної корупції та кумівства. Він заявив, що без кардинальної реформи всієї політичної системи країна порине у хаос і розпадеться.
Після завершення війни у травні 1992 року його знову призначили на посаду прем'єр-міністра, головним завданням якого було проведення парламентських виборів. Однак унаслідок того, що християнська громада їх бойкотувала в жовтні того ж року вийшов у відставку. Зазнавав критики за просирійську політику. На виборах очолюваний ним список у Бейруті зазнав значної невдачі. І хоч його самого обрали до парламенту, втім жодного з решти сунітів зі списку не обрали.
1996 року вирішив піти з політики.